# Lázaro Bruzón
Lázaro Bruzón Batista est un grand maître cubain du jeu d'échecs né le 2 mai 1982 à Holguín. Depuis juin 2020, il a changé de fédération et est affilié auprès de la fédération américaine des échecs (US Chess Federation).
Au 1er juillet 2020, il est le 111e joueur mondial et le 11e joueur américain avec un classement Elo de 2 644 points.

## Palmarès

### Champion du monde junior
Bruzón est champion du monde junior en 2000.

### Champion de Cuba
Bruzón a remporté le championnat de Cuba à six reprises : en 2004, 2005, 2007, 2009, 2010 et 2017.

### Double champion des Amériques et champion ibéroaméricain
En 2005 et 2011 (au départage), il remporte le championnat continental américain.
En 2006 et 2010, Bruzon remporte le championnat de la fédération ibéroaméricaine des échecs (FIBDA).

### Vainqueur du mémorial Carlos Torre et du mémorial Capablanca
Il a remporté le mémorial Carlos Torre à cinq reprises (en 2005, 2013, 2014, 2015 et 2016).
Il remporte le mémorial Capablanca en 2002 et finit deuxième en 1999, 2003, 2004, 2005 et 2014.

### Championnats du monde et coupes du monde

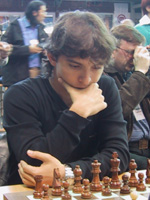
Lázaro Bruzón en 2005

| Année | Lieu                             | Résultat                            | Ultime adversaire | Adversaires battus                                     |
| ----- | -------------------------------- | ----------------------------------- | ----------------- | ------------------------------------------------------ |
| 2001  | Moscou                           | deuxième tour                       | Kiril Georgiev    | Liviu-Dieter Nisipeanu                                 |
| 2004  | Tripoli                          | premier tour                        | Pavel Smirnov     |                                                        |
| 2005  | Khanty-Mansiïsk (coupe du monde) | troisième tour                      | Ievgueni Bareïev  | Nikolaï Kabanov, Alexander Onischuk                    |
| 2007  | Khanty-Mansiïsk (coupe du monde) | premier tour                        | Zdenko Kožul      |                                                        |
| 2009  | Khanty-Mansiïsk (coupe du monde) | premier tour                        | Fabiano Caruana   |                                                        |
| 2011  | Khanty-Mansiïsk (coupe du monde) | quatrième tour (huitième de finale) | Ruslan Ponomariov | Yuniesky Quezada, Francisco Vallejo Pons Lê Quang Liêm |
| 2013  | Tromsø                           | deuxième tour                       | Teimour Radjabov  | Ievgueni Naïer                                         |
| 2015  | Bakou                            | deuxième tour                       | Vladimir Kramnik  | Vidit Santosh Gujrathi                                 |
| 2017  | Tbilissi                         | deuxième tour                       | Hikaru Nakamura   | David Antón Guijarro                                   |

## Exemple de partie
Ivantchouk - Bruzon, Mémorial Capablanca 2011, La Havane, 2011 
|   | a | b | c | d | e | f | g | h |   |
| 8 | Fou noir sur case blanche f7 · Pion blanc sur case noire f6 · Cavalier blanc sur case noire h6 · Pion blanc sur case blanche h5 · Pion noir sur case noire a3 · Pion noir sur case noire g3 · Roi noir sur case blanche a2 · Roi blanc sur case noire c1 | Fou noir sur case blanche f7 · Pion blanc sur case noire f6 · Cavalier blanc sur case noire h6 · Pion blanc sur case blanche h5 · Pion noir sur case noire a3 · Pion noir sur case noire g3 · Roi noir sur case blanche a2 · Roi blanc sur case noire c1 | Fou noir sur case blanche f7 · Pion blanc sur case noire f6 · Cavalier blanc sur case noire h6 · Pion blanc sur case blanche h5 · Pion noir sur case noire a3 · Pion noir sur case noire g3 · Roi noir sur case blanche a2 · Roi blanc sur case noire c1 | Fou noir sur case blanche f7 · Pion blanc sur case noire f6 · Cavalier blanc sur case noire h6 · Pion blanc sur case blanche h5 · Pion noir sur case noire a3 · Pion noir sur case noire g3 · Roi noir sur case blanche a2 · Roi blanc sur case noire c1 | Fou noir sur case blanche f7 · Pion blanc sur case noire f6 · Cavalier blanc sur case noire h6 · Pion blanc sur case blanche h5 · Pion noir sur case noire a3 · Pion noir sur case noire g3 · Roi noir sur case blanche a2 · Roi blanc sur case noire c1 | Fou noir sur case blanche f7 · Pion blanc sur case noire f6 · Cavalier blanc sur case noire h6 · Pion blanc sur case blanche h5 · Pion noir sur case noire a3 · Pion noir sur case noire g3 · Roi noir sur case blanche a2 · Roi blanc sur case noire c1 | Fou noir sur case blanche f7 · Pion blanc sur case noire f6 · Cavalier blanc sur case noire h6 · Pion blanc sur case blanche h5 · Pion noir sur case noire a3 · Pion noir sur case noire g3 · Roi noir sur case blanche a2 · Roi blanc sur case noire c1 | Fou noir sur case blanche f7 · Pion blanc sur case noire f6 · Cavalier blanc sur case noire h6 · Pion blanc sur case blanche h5 · Pion noir sur case noire a3 · Pion noir sur case noire g3 · Roi noir sur case blanche a2 · Roi blanc sur case noire c1 | 8 |
| 7 | Fou noir sur case blanche f7 · Pion blanc sur case noire f6 · Cavalier blanc sur case noire h6 · Pion blanc sur case blanche h5 · Pion noir sur case noire a3 · Pion noir sur case noire g3 · Roi noir sur case blanche a2 · Roi blanc sur case noire c1 | Fou noir sur case blanche f7 · Pion blanc sur case noire f6 · Cavalier blanc sur case noire h6 · Pion blanc sur case blanche h5 · Pion noir sur case noire a3 · Pion noir sur case noire g3 · Roi noir sur case blanche a2 · Roi blanc sur case noire c1 | Fou noir sur case blanche f7 · Pion blanc sur case noire f6 · Cavalier blanc sur case noire h6 · Pion blanc sur case blanche h5 · Pion noir sur case noire a3 · Pion noir sur case noire g3 · Roi noir sur case blanche a2 · Roi blanc sur case noire c1 | Fou noir sur case blanche f7 · Pion blanc sur case noire f6 · Cavalier blanc sur case noire h6 · Pion blanc sur case blanche h5 · Pion noir sur case noire a3 · Pion noir sur case noire g3 · Roi noir sur case blanche a2 · Roi blanc sur case noire c1 | Fou noir sur case blanche f7 · Pion blanc sur case noire f6 · Cavalier blanc sur case noire h6 · Pion blanc sur case blanche h5 · Pion noir sur case noire a3 · Pion noir sur case noire g3 · Roi noir sur case blanche a2 · Roi blanc sur case noire c1 | Fou noir sur case blanche f7 · Pion blanc sur case noire f6 · Cavalier blanc sur case noire h6 · Pion blanc sur case blanche h5 · Pion noir sur case noire a3 · Pion noir sur case noire g3 · Roi noir sur case blanche a2 · Roi blanc sur case noire c1 | Fou noir sur case blanche f7 · Pion blanc sur case noire f6 · Cavalier blanc sur case noire h6 · Pion blanc sur case blanche h5 · Pion noir sur case noire a3 · Pion noir sur case noire g3 · Roi noir sur case blanche a2 · Roi blanc sur case noire c1 | Fou noir sur case blanche f7 · Pion blanc sur case noire f6 · Cavalier blanc sur case noire h6 · Pion blanc sur case blanche h5 · Pion noir sur case noire a3 · Pion noir sur case noire g3 · Roi noir sur case blanche a2 · Roi blanc sur case noire c1 | 7 |
| 6 | Fou noir sur case blanche f7 · Pion blanc sur case noire f6 · Cavalier blanc sur case noire h6 · Pion blanc sur case blanche h5 · Pion noir sur case noire a3 · Pion noir sur case noire g3 · Roi noir sur case blanche a2 · Roi blanc sur case noire c1 | Fou noir sur case blanche f7 · Pion blanc sur case noire f6 · Cavalier blanc sur case noire h6 · Pion blanc sur case blanche h5 · Pion noir sur case noire a3 · Pion noir sur case noire g3 · Roi noir sur case blanche a2 · Roi blanc sur case noire c1 | Fou noir sur case blanche f7 · Pion blanc sur case noire f6 · Cavalier blanc sur case noire h6 · Pion blanc sur case blanche h5 · Pion noir sur case noire a3 · Pion noir sur case noire g3 · Roi noir sur case blanche a2 · Roi blanc sur case noire c1 | Fou noir sur case blanche f7 · Pion blanc sur case noire f6 · Cavalier blanc sur case noire h6 · Pion blanc sur case blanche h5 · Pion noir sur case noire a3 · Pion noir sur case noire g3 · Roi noir sur case blanche a2 · Roi blanc sur case noire c1 | Fou noir sur case blanche f7 · Pion blanc sur case noire f6 · Cavalier blanc sur case noire h6 · Pion blanc sur case blanche h5 · Pion noir sur case noire a3 · Pion noir sur case noire g3 · Roi noir sur case blanche a2 · Roi blanc sur case noire c1 | Fou noir sur case blanche f7 · Pion blanc sur case noire f6 · Cavalier blanc sur case noire h6 · Pion blanc sur case blanche h5 · Pion noir sur case noire a3 · Pion noir sur case noire g3 · Roi noir sur case blanche a2 · Roi blanc sur case noire c1 | Fou noir sur case blanche f7 · Pion blanc sur case noire f6 · Cavalier blanc sur case noire h6 · Pion blanc sur case blanche h5 · Pion noir sur case noire a3 · Pion noir sur case noire g3 · Roi noir sur case blanche a2 · Roi blanc sur case noire c1 | Fou noir sur case blanche f7 · Pion blanc sur case noire f6 · Cavalier blanc sur case noire h6 · Pion blanc sur case blanche h5 · Pion noir sur case noire a3 · Pion noir sur case noire g3 · Roi noir sur case blanche a2 · Roi blanc sur case noire c1 | 6 |
| 5 | Fou noir sur case blanche f7 · Pion blanc sur case noire f6 · Cavalier blanc sur case noire h6 · Pion blanc sur case blanche h5 · Pion noir sur case noire a3 · Pion noir sur case noire g3 · Roi noir sur case blanche a2 · Roi blanc sur case noire c1 | Fou noir sur case blanche f7 · Pion blanc sur case noire f6 · Cavalier blanc sur case noire h6 · Pion blanc sur case blanche h5 · Pion noir sur case noire a3 · Pion noir sur case noire g3 · Roi noir sur case blanche a2 · Roi blanc sur case noire c1 | Fou noir sur case blanche f7 · Pion blanc sur case noire f6 · Cavalier blanc sur case noire h6 · Pion blanc sur case blanche h5 · Pion noir sur case noire a3 · Pion noir sur case noire g3 · Roi noir sur case blanche a2 · Roi blanc sur case noire c1 | Fou noir sur case blanche f7 · Pion blanc sur case noire f6 · Cavalier blanc sur case noire h6 · Pion blanc sur case blanche h5 · Pion noir sur case noire a3 · Pion noir sur case noire g3 · Roi noir sur case blanche a2 · Roi blanc sur case noire c1 | Fou noir sur case blanche f7 · Pion blanc sur case noire f6 · Cavalier blanc sur case noire h6 · Pion blanc sur case blanche h5 · Pion noir sur case noire a3 · Pion noir sur case noire g3 · Roi noir sur case blanche a2 · Roi blanc sur case noire c1 | Fou noir sur case blanche f7 · Pion blanc sur case noire f6 · Cavalier blanc sur case noire h6 · Pion blanc sur case blanche h5 · Pion noir sur case noire a3 · Pion noir sur case noire g3 · Roi noir sur case blanche a2 · Roi blanc sur case noire c1 | Fou noir sur case blanche f7 · Pion blanc sur case noire f6 · Cavalier blanc sur case noire h6 · Pion blanc sur case blanche h5 · Pion noir sur case noire a3 · Pion noir sur case noire g3 · Roi noir sur case blanche a2 · Roi blanc sur case noire c1 | Fou noir sur case blanche f7 · Pion blanc sur case noire f6 · Cavalier blanc sur case noire h6 · Pion blanc sur case blanche h5 · Pion noir sur case noire a3 · Pion noir sur case noire g3 · Roi noir sur case blanche a2 · Roi blanc sur case noire c1 | 5 |
| 4 | Fou noir sur case blanche f7 · Pion blanc sur case noire f6 · Cavalier blanc sur case noire h6 · Pion blanc sur case blanche h5 · Pion noir sur case noire a3 · Pion noir sur case noire g3 · Roi noir sur case blanche a2 · Roi blanc sur case noire c1 | Fou noir sur case blanche f7 · Pion blanc sur case noire f6 · Cavalier blanc sur case noire h6 · Pion blanc sur case blanche h5 · Pion noir sur case noire a3 · Pion noir sur case noire g3 · Roi noir sur case blanche a2 · Roi blanc sur case noire c1 | Fou noir sur case blanche f7 · Pion blanc sur case noire f6 · Cavalier blanc sur case noire h6 · Pion blanc sur case blanche h5 · Pion noir sur case noire a3 · Pion noir sur case noire g3 · Roi noir sur case blanche a2 · Roi blanc sur case noire c1 | Fou noir sur case blanche f7 · Pion blanc sur case noire f6 · Cavalier blanc sur case noire h6 · Pion blanc sur case blanche h5 · Pion noir sur case noire a3 · Pion noir sur case noire g3 · Roi noir sur case blanche a2 · Roi blanc sur case noire c1 | Fou noir sur case blanche f7 · Pion blanc sur case noire f6 · Cavalier blanc sur case noire h6 · Pion blanc sur case blanche h5 · Pion noir sur case noire a3 · Pion noir sur case noire g3 · Roi noir sur case blanche a2 · Roi blanc sur case noire c1 | Fou noir sur case blanche f7 · Pion blanc sur case noire f6 · Cavalier blanc sur case noire h6 · Pion blanc sur case blanche h5 · Pion noir sur case noire a3 · Pion noir sur case noire g3 · Roi noir sur case blanche a2 · Roi blanc sur case noire c1 | Fou noir sur case blanche f7 · Pion blanc sur case noire f6 · Cavalier blanc sur case noire h6 · Pion blanc sur case blanche h5 · Pion noir sur case noire a3 · Pion noir sur case noire g3 · Roi noir sur case blanche a2 · Roi blanc sur case noire c1 | Fou noir sur case blanche f7 · Pion blanc sur case noire f6 · Cavalier blanc sur case noire h6 · Pion blanc sur case blanche h5 · Pion noir sur case noire a3 · Pion noir sur case noire g3 · Roi noir sur case blanche a2 · Roi blanc sur case noire c1 | 4 |
| 3 | Fou noir sur case blanche f7 · Pion blanc sur case noire f6 · Cavalier blanc sur case noire h6 · Pion blanc sur case blanche h5 · Pion noir sur case noire a3 · Pion noir sur case noire g3 · Roi noir sur case blanche a2 · Roi blanc sur case noire c1 | Fou noir sur case blanche f7 · Pion blanc sur case noire f6 · Cavalier blanc sur case noire h6 · Pion blanc sur case blanche h5 · Pion noir sur case noire a3 · Pion noir sur case noire g3 · Roi noir sur case blanche a2 · Roi blanc sur case noire c1 | Fou noir sur case blanche f7 · Pion blanc sur case noire f6 · Cavalier blanc sur case noire h6 · Pion blanc sur case blanche h5 · Pion noir sur case noire a3 · Pion noir sur case noire g3 · Roi noir sur case blanche a2 · Roi blanc sur case noire c1 | Fou noir sur case blanche f7 · Pion blanc sur case noire f6 · Cavalier blanc sur case noire h6 · Pion blanc sur case blanche h5 · Pion noir sur case noire a3 · Pion noir sur case noire g3 · Roi noir sur case blanche a2 · Roi blanc sur case noire c1 | Fou noir sur case blanche f7 · Pion blanc sur case noire f6 · Cavalier blanc sur case noire h6 · Pion blanc sur case blanche h5 · Pion noir sur case noire a3 · Pion noir sur case noire g3 · Roi noir sur case blanche a2 · Roi blanc sur case noire c1 | Fou noir sur case blanche f7 · Pion blanc sur case noire f6 · Cavalier blanc sur case noire h6 · Pion blanc sur case blanche h5 · Pion noir sur case noire a3 · Pion noir sur case noire g3 · Roi noir sur case blanche a2 · Roi blanc sur case noire c1 | Fou noir sur case blanche f7 · Pion blanc sur case noire f6 · Cavalier blanc sur case noire h6 · Pion blanc sur case blanche h5 · Pion noir sur case noire a3 · Pion noir sur case noire g3 · Roi noir sur case blanche a2 · Roi blanc sur case noire c1 | Fou noir sur case blanche f7 · Pion blanc sur case noire f6 · Cavalier blanc sur case noire h6 · Pion blanc sur case blanche h5 · Pion noir sur case noire a3 · Pion noir sur case noire g3 · Roi noir sur case blanche a2 · Roi blanc sur case noire c1 | 3 |
| 2 | Fou noir sur case blanche f7 · Pion blanc sur case noire f6 · Cavalier blanc sur case noire h6 · Pion blanc sur case blanche h5 · Pion noir sur case noire a3 · Pion noir sur case noire g3 · Roi noir sur case blanche a2 · Roi blanc sur case noire c1 | Fou noir sur case blanche f7 · Pion blanc sur case noire f6 · Cavalier blanc sur case noire h6 · Pion blanc sur case blanche h5 · Pion noir sur case noire a3 · Pion noir sur case noire g3 · Roi noir sur case blanche a2 · Roi blanc sur case noire c1 | Fou noir sur case blanche f7 · Pion blanc sur case noire f6 · Cavalier blanc sur case noire h6 · Pion blanc sur case blanche h5 · Pion noir sur case noire a3 · Pion noir sur case noire g3 · Roi noir sur case blanche a2 · Roi blanc sur case noire c1 | Fou noir sur case blanche f7 · Pion blanc sur case noire f6 · Cavalier blanc sur case noire h6 · Pion blanc sur case blanche h5 · Pion noir sur case noire a3 · Pion noir sur case noire g3 · Roi noir sur case blanche a2 · Roi blanc sur case noire c1 | Fou noir sur case blanche f7 · Pion blanc sur case noire f6 · Cavalier blanc sur case noire h6 · Pion blanc sur case blanche h5 · Pion noir sur case noire a3 · Pion noir sur case noire g3 · Roi noir sur case blanche a2 · Roi blanc sur case noire c1 | Fou noir sur case blanche f7 · Pion blanc sur case noire f6 · Cavalier blanc sur case noire h6 · Pion blanc sur case blanche h5 · Pion noir sur case noire a3 · Pion noir sur case noire g3 · Roi noir sur case blanche a2 · Roi blanc sur case noire c1 | Fou noir sur case blanche f7 · Pion blanc sur case noire f6 · Cavalier blanc sur case noire h6 · Pion blanc sur case blanche h5 · Pion noir sur case noire a3 · Pion noir sur case noire g3 · Roi noir sur case blanche a2 · Roi blanc sur case noire c1 | Fou noir sur case blanche f7 · Pion blanc sur case noire f6 · Cavalier blanc sur case noire h6 · Pion blanc sur case blanche h5 · Pion noir sur case noire a3 · Pion noir sur case noire g3 · Roi noir sur case blanche a2 · Roi blanc sur case noire c1 | 2 |
| 1 | Fou noir sur case blanche f7 · Pion blanc sur case noire f6 · Cavalier blanc sur case noire h6 · Pion blanc sur case blanche h5 · Pion noir sur case noire a3 · Pion noir sur case noire g3 · Roi noir sur case blanche a2 · Roi blanc sur case noire c1 | Fou noir sur case blanche f7 · Pion blanc sur case noire f6 · Cavalier blanc sur case noire h6 · Pion blanc sur case blanche h5 · Pion noir sur case noire a3 · Pion noir sur case noire g3 · Roi noir sur case blanche a2 · Roi blanc sur case noire c1 | Fou noir sur case blanche f7 · Pion blanc sur case noire f6 · Cavalier blanc sur case noire h6 · Pion blanc sur case blanche h5 · Pion noir sur case noire a3 · Pion noir sur case noire g3 · Roi noir sur case blanche a2 · Roi blanc sur case noire c1 | Fou noir sur case blanche f7 · Pion blanc sur case noire f6 · Cavalier blanc sur case noire h6 · Pion blanc sur case blanche h5 · Pion noir sur case noire a3 · Pion noir sur case noire g3 · Roi noir sur case blanche a2 · Roi blanc sur case noire c1 | Fou noir sur case blanche f7 · Pion blanc sur case noire f6 · Cavalier blanc sur case noire h6 · Pion blanc sur case blanche h5 · Pion noir sur case noire a3 · Pion noir sur case noire g3 · Roi noir sur case blanche a2 · Roi blanc sur case noire c1 | Fou noir sur case blanche f7 · Pion blanc sur case noire f6 · Cavalier blanc sur case noire h6 · Pion blanc sur case blanche h5 · Pion noir sur case noire a3 · Pion noir sur case noire g3 · Roi noir sur case blanche a2 · Roi blanc sur case noire c1 | Fou noir sur case blanche f7 · Pion blanc sur case noire f6 · Cavalier blanc sur case noire h6 · Pion blanc sur case blanche h5 · Pion noir sur case noire a3 · Pion noir sur case noire g3 · Roi noir sur case blanche a2 · Roi blanc sur case noire c1 | Fou noir sur case blanche f7 · Pion blanc sur case noire f6 · Cavalier blanc sur case noire h6 · Pion blanc sur case blanche h5 · Pion noir sur case noire a3 · Pion noir sur case noire g3 · Roi noir sur case blanche a2 · Roi blanc sur case noire c1 | 1 |
|   | a | b | c | d | e | f | g | h |   |

Mémorial Capablanca, La Havane, Cuba, ronde 4, 14.05.2011
1.e4 e5 2.Cf3 Cc6 3.d4 exd4 4.Cxd4 Fc5 5.Fe3 Df6 6.c3 Cge7 7.Fc4 0–0 8.0–0 Fb6 9.Ca3 Dg6 10.Dd2 Dxe4 11.Tfe1 Dg6 12.Fd3 Dh5 13.Cxc6 Cxc6 14.Fxb6 cxb6 15.Cb5 d5 16.Cc7 Tb8 17.Cxd5 Fe6 18.Fe4 Tbd8 19.Tad1 b5 20.h3 Dh4 21.a3 Rh8 22.De3 a6 23.Cf4 Fb3 24.Txd8 Dxd8 25.Fxc6 bxc6 26.Dc5 Te8 27.Txe8+ Dxe8 28.Cd3 a5 29.De5 Dd8 30.Cc5 h6 31.Rh2 a4 32.Ce4 f6 33.Df4 Fd5 34.Cd6 Dc7 35.f3 Rg8 36.Rg3 De7 37.Cf5 Dd7 38.h4 Fe6 39.Cd4 Fd5 40.Rf2 Rh8 41.g4 Rg8 42.h5 Rh8 43.Cf5 Fe6 44.Ch4 Dd8 45.De3 Dd6 46.Cg6+ Rg8 47.Rg2 Fd7 48.Rh3 Rf7 49.De4 Fe6 50.Rg2 Dd2+ 51.Rg3 Dd6+ 52.Df4 Dd1 53.Dd4 De1+ 54.Rf4 Dc1+ 55.De3 Dd1 56.Da7+ Fd7 57.Dd4 Dc1+ 58.De3 Dxe3+ 59.Rxe3 c5 60.Rf4 Fc6 61.Ch4 Fd7 62.Re4 Fc6+ 63.Rf5 Fb7 64.Rf4 Fc8 65.Cg2 Re6 66.Ce3 Rf7 67.Cd5 Fb7 68.Cc7 Fc6 69.Ca6 Re6 70.Cxc5+ Rd5 71.Cd3 Rc4 72.Cc1 Fb7 73.Re3 Fd5 74.f4 Fe6 75.Rf3 Fd5+ 76.Rg3 Ff7 77.Rh4 Fd5 78.Rg3 Ff7 79.Rf2 Fd5 80.Re3 Fe6 81.f5 Fd5 82.Ce2 Rb3 83.Cd4+ Rxb2 84.Cxb5 Fc4 85.Cd6 Rxc3 86.Ce8 Rb2 87.Rd4 Ff7 88.Cxg7 Rxa3 89.Rc3 Ra2 90.Ce6 a3 91.Rc2 Fg8 92.Cd4 Fd5 93.Rc1 Fc4 94.g5 fxg5 95.f6 Fd5 96.Cf5 g4 97.Rc2 Fb3+ 98.Rc1 Ff7 99.Cxh6 g3 0–1